# Eleição legislativa da França em 2017
As eleições legislativas francesas de 2017 foram realizadas em 11 e 18 de junho de 2017, tendo como finalidade eleger os 577 deputados da 15ª legislatura da Assembleia Nacional. O sistema eleitoral adotado é majoritário, se organiza em dois turnos e permite que todos os candidatos que obtenham mais de 12,5% dos votos totais possam concorrer na segunda volta.
As eleições foram realizam cinco semanas após a eleição presidencial de 2017, e  determinaram as condições de governabilidade do presidente Emmanuel Macron.
O novo partido do recém-eleito presidente Emmanuel Macron, Em Marcha!, conseguiu uma vitória incontestável, tornando-se o maior partido da França, quer em termos de votos, quer em termos de deputados, ao obter mais de 28% dos votos na primeira volta e mais de 43% dos votos na segunda volta e conquistando 308 deputados. Os aliados centristas do Em Marcha!, Movimento Democrático de François Bayrou, também obteve um bom resultado, ao conquistar mais de 40 deputados.
Os Republicanos e os seus aliados de Direita obtiveram um mau resultado, ficando, com pouco mais de 21% dos votos nas duas voltas, além de conseguir 137 deputados, uma queda de 81 deputados.
O Partido Socialista teve um resultado desastroso, obtendo o pior resultado da sua história, ao conseguir, apenas 7,4% dos votos na primeira volta e 5,7% dos votos na segunda volta, e 29 deputados, uma queda dos 280 deputados em relação a 2012.
A Frente Nacional, que esperava obter um grande resultado, obteve um mau resultado em relação às suas expectativas, mas, mesmo assim, conseguiu ganhar 6 deputados em relação a 2012, subindo para 8 deputados.
O novo movimento de esquerda, França Insubmissa liderada por Jean-Luc Mélenchon, obteve um bom resultado, conseguindo mais de 11% dos votos na primeira volta e elegendo 17 deputados.
Por fim, o Partido Comunista Francês também o seu pior resultado em termos de votos, mas, mesmo assim, conseguiu 10 deputados.
A abstenção foi a mais de sempre em eleições nacionais na França, sendo superior a 50% nas duas voltas.

## Principais partidos
| Partido | Partido                              | Líder                      | Ideologia         |
| ------- | ------------------------------------ | -------------------------- | ----------------- |
|         | Em Marcha!                           | Emmanuel Macron            | Liberalismo       |
|         | Os Republicanos                      | François Baroin            | Democracia cristã |
|         | Frente Nacional                      | Marine Le Pen              | Nacionalismo      |
|         | França Insubmissa                    | Jean-Luc Mélenchon         | Socialismo        |
|         | Partido Socialista                   | Jean-Christophe Cambadélis | Social-democracia |
|         | Movimento Democrático                | François Bayrou            | Centrismo         |
|         | Levantar a França                    | Nicolas Dupont-Aignan      | Gaullismo         |
|         | União dos Democratas e Independentes | Jean-Christophe Lagarde    | Liberalismo       |
|         | Partido Comunista Francês            | Pierre Laurent             | Comunismo         |
|         | Europa Ecologia - Os Verdes          | David Cormand              | Ecologismo        |

## Resultados
| Partido                       | Partido                                   | Partido                                   | 1ª Volta       | 1ª Volta        | 1ª Volta    | 2ª Volta       | 2ª Volta        | 2ª Volta    | Deputados   | +/-         |
| Partido                       | Partido                                   | Partido                                   | Votos          | %               | +/-         | Votos          | %               | +/-         | Deputados   | +/-         |
| ----------------------------- | ----------------------------------------- | ----------------------------------------- | -------------- | --------------- | ----------- | -------------- | --------------- | ----------- | ----------- | ----------- |
|                               |                                           | Em Marcha!                                | 6 391 269      | 28,21 / 100,00  | Novo        | 7 826 432      | 43,06 / 100,00  | Novo        | 308 / 577   | Novo        |
|                               | Movimento Democrático                     | 932 227                                   | 4,12 / 100,00  | 2,36            | 1 100 790   | 6,06 / 100,00  | 5,57            | 42 / 577    | 40          |             |
| Maioria presidencial (Centro) | Maioria presidencial (Centro)             | 7 323 496                                 | 32,33 / 100,00 | 30,57           | 8 927 222   | 49,12 / 100,00 | 48,63           | 350 / 577   | 348         |             |
|                               |                                           | Os Republicanos                           | 3 573 427      | 15,77 / 100,00  | 11,35       | 4 040 016      | 22,23 / 100,00  | 15,72       | 112 / 577   | 81          |
|                               | União dos Democratas e Independentes      | 687 225                                   | 3,03 / 100,00  | Novo            | 551 760     | 1,17 / 100,00  | Novo            | 18 / 577    | Novo        |             |
|                               | Direita diversa                           | 625 345                                   | 2,76 / 100,00  | 0,75            | 306 240     | 1,68 / 100,00  | 0,14            | 6 / 577     | 9           |             |
| Direita parlamentar           | Direita parlamentar                       | 4 885 997                                 | 21,56 / 100,00 | 13,11           | 4 592 322   | 25,08 / 100,00 | 19,05           | 136 / 577   | 90          |             |
|                               | Frente Nacional                           | Frente Nacional                           | 2 990 454      | 13,20 / 100,00  | 0,40        | 1 590 858      | 8,75 / 100,00   | 5,09        | 8 / 577     | 6           |
|                               | França Insubmissa                         | França Insubmissa                         | 2 497 622      | 11,03 / 100,00  | Novo        | 883 786        | 4,86 / 100,00   | Novo        | 17 / 577    | Novo        |
|                               |                                           | Partido Socialista                        | 1 685 667      | 7,44 / 100,00   | 21,91       | 1 032 985      | 5,68 / 100,00   | 35,23       | 30 / 577    | 250         |
|                               | Esquerda diversa                          | 362 281                                   | 1,60 / 100,00  | 1,21            | 263 619     | 1,45 / 100,00  | 1,00            | 12 / 577    | 10          |             |
|                               | Partido Radical de Esquerda               | 106 311                                   | 0,47 / 100,00  | 1,18            | 64 860      | 0,36 / 100,00  | 1,98            | 3 / 577     | 9           |             |
| Esquerda parlamentar          | Esquerda parlamentar                      | 2 154 269                                 | 9,51 / 100,00  | 24,89           | 1 098 727   | 7,49 / 100,00  | 38,87           | 45 / 577    | 286         |             |
|                               | Europa Ecologia - Os Verdes e Ecologistas | Europa Ecologia - Os Verdes e Ecologistas | 973 527        | 4,30 / 100,00   | 2,12        | 23 197         | 0,13 / 100,00   | 3,47        | 1 / 577     | 16          |
|                               | Partido Comunista Francês                 | Partido Comunista Francês                 | 615 487        | 2,72 / 100,00   | -           | 217 833        | 1,20 / 100,00   | -           | 10 / 577    | -           |
|                               | Levantar a França                         | Levantar a França                         | 265 420        | 1,17 / 100,00   | -           | 17 344         | 0,10 / 100,00   | -           | 1 / 577     | -           |
|                               | Regionalistas                             | Regionalistas                             | 204 049        | 0,90 / 100,00   | 0,34        | 137 453        | 0,76 / 100,00   | 0,17        | 5 / 577     | 3           |
|                               | Extrema-esquerda                          | Extrema-esquerda                          | 175 214        | 0,77 / 100,00   | 0,21        | -              | -               | -           | 0 / 577     | Estável     |
|                               | União Popular Republicana                 | União Popular Republicana                 | 148 734        | 0,67 / 100,00   | Novo        | -              | -               | -           | 0 / 577     | Novo        |
|                               | Extrema-direita                           | Extrema-direita                           | 68 320         | 0,30 / 100,00   | 0,11        | 19 030         | 0,10 / 100,00   | 0,03        | 1 / 577     | Estável     |
|                               | Outros                                    | Outros                                    | 351 575        | 1,54 / 100,00   |             | 100 574        | 0,55 / 100,00   |             | 3 / 577     |             |
| Votos Inválidos               | Votos Inválidos                           | Votos Inválidos                           | 513 424        | 2,21 / 100,00   | 0,61        | 1 990 655      | 9,87 / 100,00   | 5,99        |             |             |
| Total                         | Total                                     | Total                                     | 23 167 508     | 100,00 / 100,00 |             | 20 167 432     | 100,00 / 100,00 |             | 577 / 577   |             |
| Eleitorado/Participação       | Eleitorado/Participação                   | Eleitorado/Participação                   | 47 570 988     | 48,70 / 100,00  | 8,53        | 47 292 967     | 42,64 / 100,00  | 12,77       |             |             |
| Fonte                         | Fonte                                     | Fonte                                     | [ 4 ] [ 5 ]    | [ 4 ] [ 5 ]     | [ 4 ] [ 5 ] | [ 4 ] [ 5 ]    | [ 4 ] [ 5 ]     | [ 4 ] [ 5 ] | [ 4 ] [ 5 ] | [ 4 ] [ 5 ] |

## Resultados por Distrito Eleitoral
Os resultados por Distrito Eleitoral, após a segunda ronda, foram os seguintes:
| Distrito Eleitoral          | Distrito Eleitoral | Partido | Partido                              | %               | Resultado                    |
| --------------------------- | ------------------ | ------- | ------------------------------------ | --------------- | ---------------------------- |
| Ain                         | 1º                 |         | Os Republicanos                      | 53,75 / 100,00  | Mantido por LR               |
| Ain                         | 2º                 |         | Os Republicanos                      | 51,72 / 100,00  | Mantido por LR               |
| Ain                         | 3º                 |         | Em Marcha!                           | 61,86 / 100,00  | Conquistado por EM a LR      |
| Ain                         | 4º                 |         | Em Marcha!                           | 64,50 / 100,00  | Conquistado por EM a LR      |
| Ain                         | 5º                 |         | Os Republicanos                      | 67,02 / 100,00  | Mantido por LR               |
| Aisne                       | 1º                 |         | Em Marcha!                           | 56,22 / 100,00  | Conquistado por EM a DVG     |
| Aisne                       | 2º                 |         | Os Republicanos                      | 64,97 / 100,00  | Mantido por LR               |
| Aisne                       | 3º                 |         | Partido Socialista                   | 60,45 / 100,00  | Mantido por PS               |
| Aisne                       | 4º                 |         | Em Marcha!                           | 56,27 / 100,00  | Conquistado por EM a MRC     |
| Aisne                       | 5º                 |         | Em Marcha!                           | 57,82 / 100,00  | Conquistado por EM a PRG     |
| Allier                      | 1º                 |         | Partido Comunista Francês            | 51,85 / 100,00  | Conquistado por PCF a PS     |
| Allier                      | 2º                 |         | Em Marcha!                           | 52,05 / 100,00  | Conquistado por EM a DVG     |
| Allier                      | 3º                 |         | Em Marcha!                           | 58,43 / 100,00  | Conquistado por EM a PRG     |
| Alpes-de-Haute-Provence     | 1º                 |         | Em Marcha!                           | 63,60 / 100,00  | Conquistado por EM a PS      |
| Alpes-de-Haute-Provence     | 2º                 |         | Em Marcha!                           | 61,57 / 100,00  | Conquistado por EM a PS      |
| Altos Alpes                 | 1º                 |         | Em Marcha!                           | 57,92 / 100,00  | Conquistado por EM a PS      |
| Altos Alpes                 | 2º                 |         | Em Marcha!                           | 68,16 / 100,00  | Conquistado por EM a PRG     |
| Alpes Marítimos             | 1º                 |         | Os Republicanos                      | 56,21 / 100,00  | Mantido por LR               |
| Alpes Marítimos             | 2º                 |         | Em Marcha!                           | 59,07 / 100,00  | Conquistado por EM a LR      |
| Alpes Marítimos             | 3º                 |         | Em Marcha!                           | 60,84 / 100,00  | Conquistado por EM a UDI     |
| Alpes Marítimos             | 4º                 |         | Em Marcha!                           | 52,74 / 100,00  | Conquistado por EM a LR      |
| Alpes Marítimos             | 5º                 |         | Os Republicanos                      | 61,21 / 100,00  | Mantido por LR               |
| Alpes Marítimos             | 6º                 |         | Os Republicanos                      | 57,35 / 100,00  | Mantido por LR               |
| Alpes Marítimos             | 7º                 |         | Os Republicanos                      | 59,45 / 100,00  | Mantido por LR               |
| Alpes Marítimos             | 8º                 |         | Os Republicanos                      | 57,13 / 100,00  | Mantido por LR               |
| Alpes Marítimos             | 9º                 |         | Os Republicanos                      | 53,98 / 100,00  | Mantido por LR               |
| Ardèche                     | 1º                 |         | Partido Socialista                   | 58,02 / 100,00  | Mantido por PS               |
| Ardèche                     | 2º                 |         | Partido Socialista                   | 56,30 / 100,00  | Mantido por PS               |
| Ardèche                     | 3º                 |         | Os Republicanos                      | 54,77 / 100,00  | Conquistado por LR a PS      |
| Ardenas                     | 1º                 |         | Os Republicanos                      | 69,68 / 100,00  | Mantido por LR               |
| Ardenas                     | 2º                 |         | Os Republicanos                      | 61,05 / 100,00  | Conquistado por LR a PS      |
| Ardenas                     | 3º                 |         | Os Republicanos                      | 74,72 / 100,00  | Mantido por LR               |
| Ariège                      | 1º                 |         | França Insubmissa                    | 50,28 / 100,00  | Conquistado por FI a PS      |
| Ariège                      | 2º                 |         | França Insubmissa                    | 50,56 / 100,00  | Conquistado por FI a PS      |
| Aube                        | 1º                 |         | Em Marcha!                           | 36,46 / 100,00  | Conquistado por EM a LR      |
| Aube                        | 2º                 |         | Os Republicanos                      | 55,29 / 100,00  | Mantido por LR               |
| Aube                        | 3º                 |         | Os Republicanos                      | 52,72 / 100,00  | Mantido por LR               |
| Aude                        | 1º                 |         | Em Marcha!                           | 58,65 / 100,00  | Conquistado por EM a DVG     |
| Aude                        | 2º                 |         | Em Marcha!                           | 58,46 / 100,00  | Conquistado por EM a PS      |
| Aude                        | 3º                 |         | Em Marcha!                           | 53,10 / 100,00  | Conquistado por EM a PS      |
| Aveyron                     | 1º                 |         | Em Marcha!                           | 66,37 / 100,00  | Conquistado por EM a LR      |
| Aveyron                     | 2º                 |         | Em Marcha!                           | 100,00 / 100,00 | Conquistado por EM a PS      |
| Aveyron                     | 3º                 |         | Os Republicanos                      | 59,16 / 100,00  | Mantido por LR               |
| Bocas do Ródano             | 1º                 |         | Os Republicanos                      | 55,10 / 100,00  | Mantido por LR               |
| Bocas do Ródano             | 2º                 |         | Em Marcha!                           | 54,77 / 100,00  | Conquistado por EM a LR      |
| Bocas do Ródano             | 3º                 |         | Em Marcha!                           | 52,42 / 100,00  | Conquistado por EM a DVG     |
| Bocas do Ródano             | 4º                 |         | França Insubmissa                    | 59,85 / 100,00  | Conquistado por FI a PS      |
| Bocas do Ródano             | 5º                 |         | Em Marcha!                           | 52,21 / 100,00  | Conquistado por EM a PS      |
| Bocas do Ródano             | 6º                 |         | Os Republicanos                      | 53,53 / 100,00  | Mantido por LR               |
| Bocas do Ródano             | 7º                 |         | Em Marcha!                           | 58,39 / 100,00  | Conquistado por EM a PS      |
| Bocas do Ródano             | 8º                 |         | Em Marcha!                           | 58,68 / 100,00  | Conquistado por EM a PRG     |
| Bocas do Ródano             | 9º                 |         | Os Republicanos                      | 50,77 / 100,00  | Mantido por LR               |
| Bocas do Ródano             | 10º                |         | Em Marcha!                           | 58,27 / 100,00  | Conquistado por EM a ECO     |
| Bocas do Ródano             | 11º                |         | Movimento Democrático                | 50,95 / 100,00  | Conquistado por MoDem a LR   |
| Bocas do Ródano             | 12º                |         | Os Republicanos                      | 62,13 / 100,00  | Conquistado por LR a PS      |
| Bocas do Ródano             | 13º                |         | Partido Comunista Francês            | 62,41 / 100,00  | Mantido por PCF              |
| Bocas do Ródano             | 14º                |         | Em Marcha!                           | 60,23 / 100,00  | Conquistado por EM a PS      |
| Bocas do Ródano             | 15º                |         | Os Republicanos                      | 56,49 / 100,00  | Mantido por LR               |
| Bocas do Ródano             | 16º                |         | Em Marcha!                           | 51,17 / 100,00  | Conquistado por EM a PS      |
| Calvados                    | 1º                 |         | Em Marcha!                           | 64,93 / 100,00  | Conquistado por EM a PS      |
| Calvados                    | 2º                 |         | Partido Socialista                   | 53,32 / 100,00  | Mantido por PS               |
| Calvados                    | 3º                 |         | Os Republicanos                      | 51,32 / 100,00  | Conquistado por LR a PS      |
| Calvados                    | 4º                 |         | Em Marcha!                           | 55,82 / 100,00  | Conquistado por EM a LR      |
| Calvados                    | 5º                 |         | Em Marcha!                           | 55,32 / 100,00  | Conquistado por EM a DVG     |
| Calvados                    | 6º                 |         | Em Marcha!                           | 68,34 / 100,00  | Conquistado por EM a PRG     |
| Cantal                      | 1º                 |         | Os Republicanos                      | 51,11 / 100,00  | Conquistado por LR a PS      |
| Cantal                      | 2º                 |         | Os Republicanos                      | 55,76 / 100,00  | Mantido por LR               |
| Charente                    | 1º                 |         | Em Marcha!                           | 59,95 / 100,00  | Conquistado por EM a PS      |
| Charente                    | 2º                 |         | Em Marcha!                           | 58,73 / 100,00  | Conquistado por EM a PS      |
| Charente                    | 3º                 |         | Partido Socialista                   | 59,90 / 100,00  | Mantido por PS               |
| Charente-Maritime           | 1º                 |         | Esquerda diversa                     | 69,02 / 100,00  | Mantido por DVG              |
| Charente-Maritime           | 2º                 |         | Em Marcha!                           | 57,27 / 100,00  | Conquistado por EM a PS      |
| Charente-Maritime           | 3º                 |         | Em Marcha!                           | 57,52 / 100,00  | Conquistado por EM a PS      |
| Charente-Maritime           | 4º                 |         | Em Marcha!                           | 51,29 / 100,00  | Conquistado por EM a LR      |
| Charente-Maritime           | 5º                 |         | Os Republicanos                      | 54,89 / 100,00  | Mantido por LR               |
| Cher                        | 1º                 |         | Em Marcha!                           | 56,21 / 100,00  | Conquistado por EM a LR      |
| Cher                        | 2º                 |         | Movimento Democrático                | 52,57 / 100,00  | Conquistado por MoDem a PCF  |
| Cher                        | 3º                 |         | Em Marcha!                           | 50,92 / 100,00  | Conquistado por EM a PS      |
| Corrèze                     | 1º                 |         | Em Marcha!                           | 53,43 / 100,00  | Conquistado por EM a PS      |
| Corrèze                     | 2º                 |         | Os Republicanos                      | 50,03 / 100,00  | Conquistado por LR a PS      |
| Córsega do Sul              | 1º                 |         | Os Republicanos                      | 64,99 / 100,00  | Mantido por LR               |
| Córsega do Sul              | 2º                 |         | Regionalistas                        | 55,22 / 100,00  | Conquistado por REG a LR     |
| Alta Córsega                | 1º                 |         | Regionalistas                        | 60,81 / 100,00  | Conquistado por REG a LR     |
| Alta Córsega                | 2º                 |         | Regionalistas                        | 63,05 / 100,00  | Conquistado por REG a LR     |
| Côte-d'Or                   | 1º                 |         | Em Marcha!                           | 54,14 / 100,00  | Conquistado por EM a PS      |
| Côte-d'Or                   | 2º                 |         | Os Republicanos                      | 52,44 / 100,00  | Mantido por LR               |
| Côte-d'Or                   | 3º                 |         | Em Marcha!                           | 65,32 / 100,00  | Conquistado por EM a PS      |
| Côte-d'Or                   | 4º                 |         | Em Marcha!                           | 51,29 / 100,00  | Conquistado por EM a UDI     |
| Côte-d'Or                   | 5º                 |         | Em Marcha!                           | 53,77 / 100,00  | Conquistado por EM a LR      |
| Côtes-d'Armor               | 1º                 |         | Movimento Democrático                | 60,04 / 100,00  | Conquistado por MoDem a PS   |
| Côtes-d'Armor               | 2º                 |         | Em Marcha!                           | 64,17 / 100,00  | Conquistado por EM a LR      |
| Côtes-d'Armor               | 3º                 |         | Os Republicanos                      | 54,32 / 100,00  | Conquistado por LR a PS      |
| Côtes-d'Armor               | 4º                 |         | Em Marcha!                           | 50,49 / 100,00  | Conquistado por EM a PS      |
| Côtes-d'Armor               | 5º                 |         | Em Marcha!                           | 66,41 / 100,00  | Conquistado por EM a PS      |
| Creuse                      | 1º                 |         | Em Marcha!                           | 58,22 / 100,00  | Conquistado por EM a PS      |
| Dordonha                    | 1º                 |         | Em Marcha!                           | 52,53 / 100,00  | Conquistado por EM a PS      |
| Dordonha                    | 2º                 |         | Em Marcha!                           | 66,32 / 100,00  | Conquistado por EM a EELV    |
| Dordonha                    | 3º                 |         | Movimento Democrático                | 51,00 / 100,00  | Conquistado por MoDem a PS   |
| Dordonha                    | 4º                 |         | Em Marcha!                           | 56,20 / 100,00  | Conquistado por EM a PS      |
| Doubs                       | 1º                 |         | Em Marcha!                           | 53,49 / 100,00  | Conquistado por EM a PS      |
| Doubs                       | 2º                 |         | Europa Ecologia - Os Verdes          | 62,19 / 100,00  | Mantido por EELV             |
| Doubs                       | 3º                 |         | Em Marcha!                           | 50,81 / 100,00  | Conquistado por EM a LR      |
| Doubs                       | 4º                 |         | Em Marcha!                           | 61,64 / 100,00  | Conquistado por EM a PS      |
| Doubs                       | 5º                 |         | Os Republicanos                      | 59,78 / 100,00  | Mantido por LR               |
| Drôme                       | 1º                 |         | Em Marcha!                           | 56,89 / 100,00  | Conquistado por EM a LR      |
| Drôme                       | 2º                 |         | Em Marcha!                           | 62,50 / 100,00  | Conquistado por EM a UDI     |
| Drôme                       | 3º                 |         | Em Marcha!                           | 56,99 / 100,00  | Conquistado por EM a LR      |
| Drôme                       | 4º                 |         | Os Republicanos                      | 56,45 / 100,00  | Conquistado por LR a PS      |
| Eure                        | 1º                 |         | Em Marcha!                           | 64,53 / 100,00  | Conquistado por EM a LR      |
| Eure                        | 2º                 |         | Em Marcha!                           | 63,25 / 100,00  | Conquistado por EM a PS      |
| Eure                        | 3º                 |         | Movimento Democrático                | 59,29 / 100,00  | Conquistado por MoDem a UDI  |
| Eure                        | 4º                 |         | Em Marcha!                           | 60,51 / 100,00  | Conquistado por EM a PS      |
| Eure                        | 5º                 |         | Em Marcha!                           | 55,98 / 100,00  | Conquistado por EM a LR      |
| Eure-et-Loir                | 1º                 |         | Em Marcha!                           | 55,18 / 100,00  | Conquistado por EM a LR      |
| Eure-et-Loir                | 2º                 |         | Os Republicanos                      | 59,38 / 100,00  | Mantido por LR               |
| Eure-et-Loir                | 3º                 |         | Os Republicanos                      | 56,10 / 100,00  | Mantido por LR               |
| Eure-et-Loir                | 4º                 |         | União dos Democratas e Independentes | 70,38 / 100,00  | Mantido por UDI              |
| Finistère                   | 1º                 |         | Em Marcha!                           | 54,45 / 100,00  | Conquistado por EM a PS      |
| Finistère                   | 2º                 |         | Em Marcha!                           | 59,58 / 100,00  | Conquistado por EM a PS      |
| Finistère                   | 3º                 |         | Em Marcha!                           | 60,69 / 100,00  | Conquistado por EM a DVG     |
| Finistère                   | 4º                 |         | Em Marcha!                           | 52,14 / 100,00  | Conquistado por EM a PS      |
| Finistère                   | 5º                 |         | Em Marcha!                           | 53,89 / 100,00  | Conquistado por EM a PS      |
| Finistère                   | 6º                 |         | Em Marcha!                           | 56,53 / 100,00  | Conquistado por EM a PS      |
| Finistère                   | 7º                 |         | Em Marcha!                           | 62,95 / 100,00  | Conquistado por EM a PS      |
| Finistère                   | 8º                 |         | Em Marcha!                           | 51,45 / 100,00  | Conquistado por EM a PS      |
| Gard                        | 1º                 |         | Em Marcha!                           | 54,55 / 100,00  | Conquistado por EM a PS      |
| Gard                        | 2º                 |         | Frente Nacional                      | 50,16 / 100,00  | Mantido por FN               |
| Gard                        | 3º                 |         | Em Marcha!                           | 59,02 / 100,00  | Conquistado por EM a DVG     |
| Gard                        | 4º                 |         | Em Marcha!                           | 58,21 / 100,00  | Conquistado por EM a PS      |
| Gard                        | 5º                 |         | Em Marcha!                           | 63,57 / 100,00  | Conquistado por EM a PS      |
| Gard                        | 6º                 |         | Em Marcha!                           | 60,35 / 100,00  | Conquistado por EM a ECO     |
| Alto Garona                 | 1º                 |         | Em Marcha!                           | 51,02 / 100,00  | Conquistado por EM a PS      |
| Alto Garona                 | 2º                 |         | Movimento Democrático                | 55,49 / 100,00  | Conquistado por MoDem a PS   |
| Alto Garona                 | 3º                 |         | Em Marcha!                           | 52,97 / 100,00  | Conquistado por EM a LR      |
| Alto Garona                 | 4º                 |         | Em Marcha!                           | 51,91 / 100,00  | Conquistado por EM a PS      |
| Alto Garona                 | 5º                 |         | Em Marcha!                           | 67,60 / 100,00  | Conquistado por EM a PS      |
| Alto Garona                 | 6º                 |         | Em Marcha!                           | 55,87 / 100,00  | Conquistado por EM a PS      |
| Alto Garona                 | 7º                 |         | Em Marcha!                           | 67,84 / 100,00  | Conquistado por EM a PS      |
| Alto Garona                 | 8º                 |         | Partido Socialista                   | 50,13 / 100,00  | Mantido por PS               |
| Alto Garona                 | 9º                 |         | Em Marcha!                           | 52,33 / 100,00  | Conquistado por EM a PS      |
| Alto Garona                 | 10º                |         | Em Marcha!                           | 60,48 / 100,00  | Conquistado por EM a PS      |
| Gers                        | 1º                 |         | Em Marcha!                           | 59,25 / 100,00  | Conquistado por EM a PS      |
| Gers                        | 2º                 |         | Partido Socialista                   | 51,57 / 100,00  | Mantido por PS               |
| Gironda                     | 1º                 |         | Em Marcha!                           | 59,59 / 100,00  | Conquistado por EM a PS      |
| Gironda                     | 2º                 |         | Em Marcha!                           | 63,79 / 100,00  | Conquistado por EM a PS      |
| Gironda                     | 3º                 |         | França Insubmissa                    | 50,20 / 100,00  | Conquistado por FI a PS      |
| Gironda                     | 4º                 |         | Partido Socialista                   | 50,91 / 100,00  | Mantido por PS               |
| Gironda                     | 5º                 |         | Em Marcha!                           | 50,46 / 100,00  | Conquistado por EM a PS      |
| Gironda                     | 6º                 |         | Em Marcha!                           | 58,81 / 100,00  | Conquistado por EM a PS      |
| Gironda                     | 7º                 |         | Em Marcha!                           | 55,70 / 100,00  | Conquistado por EM a PS      |
| Gironda                     | 8º                 |         | Em Marcha!                           | 59,75 / 100,00  | Conquistado por EM a LR      |
| Gironda                     | 9º                 |         | Movimento Democrático                | 53,54 / 100,00  | Conquistado por MoDem a PS   |
| Gironda                     | 10º                |         | Em Marcha!                           | 67,90 / 100,00  | Conquistado por EM a PS      |
| Gironda                     | 11º                |         | Em Marcha!                           | 57,02 / 100,00  | Conquistado por EM a PS      |
| Gironda                     | 12º                |         | Em Marcha!                           | 56,71 / 100,00  | Conquistado por EM a PS      |
| Hérault                     | 1º                 |         | Em Marcha!                           | 65,69 / 100,00  | Conquistado por EM a EELV    |
| Hérault                     | 2º                 |         | França Insubmissa                    | 52,29 / 100,00  | Conquistado por FI a PS      |
| Hérault                     | 3º                 |         | Em Marcha!                           | 60,45 / 100,00  | Conquistado por EM a PS      |
| Hérault                     | 4º                 |         | Em Marcha!                           | 65,70 / 100,00  | Conquistado por EM a PS      |
| Hérault                     | 5º                 |         | Em Marcha!                           | 58,36 / 100,00  | Conquistado por EM a PS      |
| Hérault                     | 6º                 |         | Frente Nacional                      | 53,49 / 100,00  | Conquistado por FN a LR      |
| Hérault                     | 7º                 |         | Em Marcha!                           | 52,83 / 100,00  | Conquistado por EM a PS      |
| Hérault                     | 8º                 |         | Em Marcha!                           | 62,85 / 100,00  | Conquistado por EM a PS      |
| Hérault                     | 9º                 |         | Em Marcha!                           | 64,54 / 100,00  | Conquistado por EM a PS      |
| Ille-et-Vilaine             | 1º                 |         | Em Marcha!                           | 58,87 / 100,00  | Conquistado por EM a PS      |
| Ille-et-Vilaine             | 2º                 |         | Movimento Democrático                | 74,44 / 100,00  | Conquistado por MoDem a PS   |
| Ille-et-Vilaine             | 3º                 |         | Partido Socialista                   | 65,86 / 100,00  | Mantido por PS               |
| Ille-et-Vilaine             | 4º                 |         | Em Marcha!                           | 61,75 / 100,00  | Conquistado por EM a PS      |
| Ille-et-Vilaine             | 5º                 |         | Em Marcha!                           | 53,30 / 100,00  | Conquistado por EM a LR      |
| Ille-et-Vilaine             | 6º                 |         | União dos Democratas e Independentes | 57,87 / 100,00  | Mantido por UDI              |
| Ille-et-Vilaine             | 7º                 |         | Os Republicanos                      | 56,21 / 100,00  | Mantido por LR               |
| Ille-et-Vilaine             | 8º                 |         | Em Marcha!                           | 60,96 / 100,00  | Conquistado por EM a PS      |
| Indre                       | 1º                 |         | Em Marcha!                           | 70,42 / 100,00  | Conquistado por EM a PS      |
| Indre                       | 2º                 |         | Os Republicanos                      | 51,69 / 100,00  | Conquistado por LR a PS      |
| Indre-et-Loire              | 1º                 |         | Em Marcha!                           | 53,93 / 100,00  | Conquistado por EM a PS      |
| Indre-et-Loire              | 2º                 |         | Em Marcha!                           | 56,86 / 100,00  | Conquistado por EM a LR      |
| Indre-et-Loire              | 3º                 |         | União dos Democratas e Independentes | 56,59 / 100,00  | Conquistado por UDI a PS     |
| Indre-et-Loire              | 4º                 |         | Em Marcha!                           | 58,26 / 100,00  | Conquistado por EM a PS      |
| Indre-et-Loire              | 5º                 |         | Em Marcha!                           | 58,29 / 100,00  | Conquistado por EM a LR      |
| Isère                       | 1º                 |         | Em Marcha!                           | 68,09 / 100,00  | Conquistado por EM a PS      |
| Isère                       | 2º                 |         | Em Marcha!                           | 73,55 / 100,00  | Conquistado por EM a PS      |
| Isère                       | 3º                 |         | Em Marcha!                           | 54,01 / 100,00  | Conquistado por EM a PS      |
| Isère                       | 4º                 |         | Partido Socialista                   | 54,01 / 100,00  | Mantido por PS               |
| Isère                       | 5º                 |         | Em Marcha!                           | 66,71 / 100,00  | Conquistado por EM a PS      |
| Isère                       | 6º                 |         | Em Marcha!                           | 55,17 / 100,00  | Conquistado por EM a LR      |
| Isère                       | 7º                 |         | Em Marcha!                           | 51,85 / 100,00  | Conquistado por EM a LR      |
| Isère                       | 8º                 |         | Em Marcha!                           | 63,92 / 100,00  | Conquistado por EM a PS      |
| Isère                       | 9º                 |         | Movimento Democrático                | 60,25 / 100,00  | Conquistado por MoDem a EELV |
| Isère                       | 10º                |         | Em Marcha!                           | 64,62 / 100,00  | Conquistado por EM a PS      |
| Jura                        | 1º                 |         | Em Marcha!                           | 57,88 / 100,00  | Conquistado por EM a LR      |
| Jura                        | 2º                 |         | Os Republicanos                      | 57,17 / 100,00  | Mantido por LR               |
| Jura                        | 3º                 |         | Os Republicanos                      | 58,27 / 100,00  | Mantido por LR               |
| Landes                      | 1º                 |         | Movimento Democrático                | 63,65 / 100,00  | Conquistado por MoDem a PS   |
| Landes                      | 2º                 |         | Em Marcha!                           | 62,95 / 100,00  | Conquistado por EM a PS      |
| Landes                      | 3º                 |         | Partido Socialista                   | 50,75 / 100,00  | Mantido por PS               |
| Loir-et-Cher                | 1º                 |         | Movimento Democrático                | 69,15 / 100,00  | Conquistado por MoDem a PS   |
| Loir-et-Cher                | 2º                 |         | Os Republicanos                      | 53,93 / 100,00  | Mantido por LR               |
| Loir-et-Cher                | 3º                 |         | União dos Democratas e Independentes | 61,06 / 100,00  | Mantido por UDI              |
| Loire                       | 1º                 |         | Partido Socialista                   | 50,05 / 100,00  | Mantido por PS               |
| Loire                       | 2º                 |         | Em Marcha!                           | 57,47 / 100,00  | Conquistado por EM a PS      |
| Loire                       | 3º                 |         | Em Marcha!                           | 52,62 / 100,00  | Conquistado por EM a UDI     |
| Loire                       | 4º                 |         | Os Republicanos                      | 50,13 / 100,00  | Mantido por LR               |
| Loire                       | 5º                 |         | Movimento Democrático                | 53,13 / 100,00  | Conquistado por MoDem a LR   |
| Loire                       | 6º                 |         | Em Marcha!                           | 56,87 / 100,00  | Conquistado por EM a LR      |
| Alto Loire                  | 1º                 |         | Os Republicanos                      | 58,72 / 100,00  | Mantido por LR               |
| Alto Loire                  | 2º                 |         | Os Republicanos                      | 63,89 / 100,00  | Mantido por LR               |
| Loire-Atlantique            | 1º                 |         | Em Marcha!                           | 66,14 / 100,00  | Conquistado por EM a ECO     |
| Loire-Atlantique            | 2º                 |         | Em Marcha!                           | 59,99 / 100,00  | Conquistado por EM a PS      |
| Loire-Atlantique            | 3º                 |         | Em Marcha!                           | 56,26 / 100,00  | Conquistado por EM a PS      |
| Loire-Atlantique            | 4º                 |         | Em Marcha!                           | 56,93 / 100,00  | Conquistado por EM a PS      |
| Loire-Atlantique            | 5º                 |         | Movimento Democrático                | 61,02 / 100,00  | Conquistado por MoDem a PS   |
| Loire-Atlantique            | 6º                 |         | Em Marcha!                           | 61,79 / 100,00  | Conquistado por EM a PS      |
| Loire-Atlantique            | 7º                 |         | Em Marcha!                           | 61,11 / 100,00  | Conquistado por EM a LR      |
| Loire-Atlantique            | 8º                 |         | Em Marcha!                           | 56,70 / 100,00  | Conquistado por EM a PS      |
| Loire-Atlantique            | 9º                 |         | Movimento Democrático                | 65,02 / 100,00  | Conquistado por MoDem a PS   |
| Loire-Atlantique            | 10º                |         | Em Marcha!                           | 63,89 / 100,00  | Conquistado por EM a PS      |
| Loiret                      | 1º                 |         | Em Marcha!                           | 65,02 / 100,00  | Conquistado por EM a LR      |
| Loiret                      | 2º                 |         | Em Marcha!                           | 51,23 / 100,00  | Conquistado por EM a LR      |
| Loiret                      | 3º                 |         | Os Republicanos                      | 50,10 / 100,00  | Mantido por LR               |
| Loiret                      | 4º                 |         | Os Republicanos                      | 50,01 / 100,00  | Mantido por LR               |
| Loiret                      | 5º                 |         | Os Republicanos                      | 50,16 / 100,00  | Mantido por LR               |
| Loiret                      | 6º                 |         | Movimento Democrático                | 52,69 / 100,00  | Conquistado por MoDem a PS   |
| Lot                         | 1º                 |         | Os Republicanos                      | 51,32 / 100,00  | Conquistado por LR a PRG     |
| Lot                         | 2º                 |         | Em Marcha!                           | 53,25 / 100,00  | Conquistado por EM a PS      |
| Lot-et-Garonne              | 1º                 |         | Em Marcha!                           | 56,85 / 100,00  | Conquistado por EM a PS      |
| Lot-et-Garonne              | 2º                 |         | Em Marcha!                           | 59,72 / 100,00  | Conquistado por EM a PS      |
| Lot-et-Garonne              | 3º                 |         | Em Marcha!                           | 60,43 / 100,00  | Conquistado por EM a LR      |
| Lozère                      | 1º                 |         | Os Republicanos                      | 56,61 / 100,00  | Mantido por LR               |
| Maine-et-Loire              | 1º                 |         | Em Marcha!                           | 64,33 / 100,00  | Conquistado por EM a PS      |
| Maine-et-Loire              | 2º                 |         | Em Marcha!                           | 69,09 / 100,00  | Conquistado por EM a PS      |
| Maine-et-Loire              | 3º                 |         | Os Republicanos                      | 51,88 / 100,00  | Mantido por LR               |
| Maine-et-Loire              | 4º                 |         | Em Marcha!                           | 58,23 / 100,00  | Conquistado por EM a UDI     |
| Maine-et-Loire              | 5º                 |         | Em Marcha!                           | 68,37 / 100,00  | Conquistado por EM a UDI     |
| Maine-et-Loire              | 6º                 |         | Em Marcha!                           | 61,77 / 100,00  | Conquistado por EM a PS      |
| Maine-et-Loire              | 7º                 |         | Movimento Democrático                | 62,42 / 100,00  | Conquistado por MoDem a LR   |
| Mancha                      | 1º                 |         | Os Republicanos                      | 52,51 / 100,00  | Mantido por LR               |
| Mancha                      | 2º                 |         | Em Marcha!                           | 61,00 / 100,00  | Conquistado por EM a LR      |
| Mancha                      | 3º                 |         | Em Marcha!                           | 66,16 / 100,00  | Conquistado por EM a PS      |
| Mancha                      | 4º                 |         | Centrista diverso                    | 60,93 / 100,00  | Conquistado por DIV a PS     |
| Marne                       | 1º                 |         | Os Republicanos                      | 55,35 / 100,00  | Mantido por LR               |
| Marne                       | 2º                 |         | Em Marcha!                           | 51,21 / 100,00  | Conquistado por EM a LR      |
| Marne                       | 3º                 |         | Em Marcha!                           | 59,97 / 100,00  | Conquistado por EM a LR      |
| Marne                       | 4º                 |         | Os Republicanos                      | 66,88 / 100,00  | Mantido por LR               |
| Marne                       | 5º                 |         | União dos Democratas e Independentes | 71,57 / 100,00  | Mantido por UDI              |
| Alto Marne                  | 1º                 |         | Em Marcha!                           | 53,44 / 100,00  | Conquistado por EM a LR      |
| Alto Marne                  | 2º                 |         | Os Republicanos                      | 61,81 / 100,00  | Mantido por LR               |
| Mayenne                     | 1º                 |         | Partido Socialista                   | 61,24 / 100,00  | Mantido por PS               |
| Mayenne                     | 2º                 |         | Movimento Democrático                | 54,78 / 100,00  | Conquistado por MoDem a LR   |
| Mayenne                     | 3º                 |         | União dos Democratas e Independentes | 61,53 / 100,00  | Mantido por UDI              |
| Meurthe-et-Moselle          | 1º                 |         | Em Marcha!                           | 55,89 / 100,00  | Conquistado por EM a PS      |
| Meurthe-et-Moselle          | 2º                 |         | Movimento Democrático                | 66,82 / 100,00  | Conquistado por MoDem a PS   |
| Meurthe-et-Moselle          | 3º                 |         | Em Marcha!                           | 52,41 / 100,00  | Conquistado por EM a PS      |
| Meurthe-et-Moselle          | 4º                 |         | Os Republicanos                      | 53,27 / 100,00  | Mantido por LR               |
| Meurthe-et-Moselle          | 5º                 |         | Partido Socialista                   | 63,13 / 100,00  | Mantido por PS               |
| Meurthe-et-Moselle          | 6º                 |         | França Insubmissa                    | 61,36 / 100,00  | Conquistado por FI a PS      |
| Mosa                        | 1º                 |         | União dos Democratas e Independentes | 58,25 / 100,00  | Mantido por UDI              |
| Mosa                        | 2º                 |         | Em Marcha!                           | 62,76 / 100,00  | Conquistado por EM a PS      |
| Morbihan                    | 1º                 |         | Em Marcha!                           | 64,41 / 100,00  | Conquistado por EM a DVG     |
| Morbihan                    | 2º                 |         | Diverso                              | 51,06 / 100,00  | Conquistado por DIV a LR     |
| Morbihan                    | 3º                 |         | Em Marcha!                           | 66,10 / 100,00  | Conquistado por EM a PS      |
| Morbihan                    | 4º                 |         | Em Marcha!                           | 54,00 / 100,00  | Conquistado por EM a DVG     |
| Morbihan                    | 5º                 |         | Em Marcha!                           | 63,11 / 100,00  | Conquistado por EM a PS      |
| Morbihan                    | 6º                 |         | Em Marcha!                           | 54,72 / 100,00  | Conquistado por EM a DVG     |
| Mosela                      | 1º                 |         | Em Marcha!                           | 59,97 / 100,00  | Conquistado por EM a PS      |
| Mosela                      | 2º                 |         | Em Marcha!                           | 52,40 / 100,00  | Conquistado por EM a LR      |
| Mosela                      | 3º                 |         | Em Marcha!                           | 51,21 / 100,00  | Conquistado por EM a LR      |
| Mosela                      | 4º                 |         | Os Republicanos                      | 53,29 / 100,00  | Mantido por LR               |
| Mosela                      | 5º                 |         | Em Marcha!                           | 51,51 / 100,00  | Conquistado por EM a LR      |
| Mosela                      | 6º                 |         | Em Marcha!                           | 56,96 / 100,00  | Conquistado por EM a PS      |
| Mosela                      | 7º                 |         | Em Marcha!                           | 56,24 / 100,00  | Conquistado por EM a PS      |
| Mosela                      | 8º                 |         | Movimento Democrático                | 58,84 / 100,00  | Conquistado por MoDem a PS   |
| Mosela                      | 9º                 |         | Em Marcha!                           | 70,13 / 100,00  | Conquistado por EM a UDI     |
| Nièvre                      | 1º                 |         | Em Marcha!                           | 66,13 / 100,00  | Conquistado por EM a PS      |
| Nièvre                      | 2º                 |         | Em Marcha!                           | 54,62 / 100,00  | Conquistado por EM a PS      |
| Norte                       | 1º                 |         | França Insubmissa                    | 50,10 / 100,00  | Conquistado por FI a PS      |
| Norte                       | 2º                 |         | França Insubmissa                    | 64,15 / 100,00  | Conquistado por FI a PS      |
| Norte                       | 3º                 |         | Em Marcha!                           | 51,30 / 100,00  | Conquistado por EM a PS      |
| Norte                       | 4º                 |         | Em Marcha!                           | 58,75 / 100,00  | Conquistado por EM a LR      |
| Norte                       | 5º                 |         | Os Republicanos                      | 55,52 / 100,00  | Mantido por LR               |
| Norte                       | 6º                 |         | Em Marcha!                           | 51,82 / 100,00  | Conquistado por EM a LR      |
| Norte                       | 7º                 |         | União dos Democratas e Independentes | 53,52 / 100,00  | Mantido por UDI              |
| Norte                       | 8º                 |         | Em Marcha!                           | 62,95 / 100,00  | Conquistado por EM a PS      |
| Norte                       | 9º                 |         | Em Marcha!                           | 52,06 / 100,00  | Conquistado por EM a LR      |
| Norte                       | 10º                |         | Os Republicanos                      | 55,93 / 100,00  | Mantido por LR               |
| Norte                       | 11º                |         | Em Marcha!                           | 67,17 / 100,00  | Conquistado por EM a PS      |
| Norte                       | 12º                |         | Em Marcha!                           | 54,04 / 100,00  | Conquistado por EM a PS      |
| Norte                       | 13º                |         | Esquerda diversa                     | 63,32 / 100,00  | Conquistado por DVG a MRC    |
| Norte                       | 14º                |         | Os Republicanos                      | 63,88 / 100,00  | Mantido por LR               |
| Norte                       | 15º                |         | Em Marcha!                           | 60,72 / 100,00  | Conquistado por EM a PS      |
| Norte                       | 16º                |         | Partido Comunista Francês            | 55,86 / 100,00  | Mantido por PCF              |
| Norte                       | 17º                |         | Em Marcha!                           | 53,21 / 100,00  | Conquistado por EM a FI      |
| Norte                       | 18º                |         | União dos Democratas e Independentes | 63,67 / 100,00  | Mantido por UDI              |
| Norte                       | 19º                |         | Frente Nacional                      | 55,35 / 100,00  | Conquistado por FN a PS      |
| Norte                       | 20º                |         | Partido Comunista Francês            | 63,88 / 100,00  | Mantido por PCF              |
| Norte                       | 21º                |         | União dos Democratas e Independentes | 62,72 / 100,00  | Mantido por UDI              |
| Oise                        | 1º                 |         | Os Republicanos                      | 67,07 / 100,00  | Mantido por LR               |
| Oise                        | 2º                 |         | Em Marcha!                           | 54,68 / 100,00  | Conquistado por EM a LR      |
| Oise                        | 3º                 |         | Em Marcha!                           | 57,68 / 100,00  | Conquistado por EM a PS      |
| Oise                        | 4º                 |         | Os Republicanos                      | 51,98 / 100,00  | Mantido por LR               |
| Oise                        | 5º                 |         | Os Republicanos                      | 55,96 / 100,00  | Mantido por LR               |
| Oise                        | 6º                 |         | Em Marcha!                           | 58,40 / 100,00  | Conquistado por EM a PCF     |
| Oise                        | 7º                 |         | Os Republicanos                      | 60,52 / 100,00  | Mantido por LR               |
| Orne                        | 1º                 |         | Partido Socialista                   | 52,50 / 100,00  | Mantido por PS               |
| Orne                        | 2º                 |         | Os Republicanos                      | 54,73 / 100,00  | Mantido por LR               |
| Orne                        | 3º                 |         | Os Republicanos                      | 56,08 / 100,00  | Conquistado por LR a DVG     |
| Pas-de-Calais               | 1º                 |         | Movimento Democrático                | 54,01 / 100,00  | Conquistado por MoDem a PS   |
| Pas-de-Calais               | 2º                 |         | Em Marcha!                           | 65,51 / 100,00  | Conquistado por EM a PS      |
| Pas-de-Calais               | 3º                 |         | Frente Nacional                      | 52,94 / 100,00  | Conquistado por FN a PS      |
| Pas-de-Calais               | 4º                 |         | Os Republicanos                      | 52,19 / 100,00  | Mantido por LR               |
| Pas-de-Calais               | 5º                 |         | Em Marcha!                           | 61,03 / 100,00  | Conquistado por EM a PS      |
| Pas-de-Calais               | 6º                 |         | Em Marcha!                           | 60,84 / 100,00  | Conquistado por EM a PS      |
| Pas-de-Calais               | 7º                 |         | Os Republicanos                      | 60,83 / 100,00  | Conquistado por LR a PS      |
| Pas-de-Calais               | 8º                 |         | Em Marcha!                           | 56,78 / 100,00  | Conquistado por EM a PS      |
| Pas-de-Calais               | 9º                 |         | Movimento Democrático                | 57,66 / 100,00  | Conquistado por MoDem a PRG  |
| Pas-de-Calais               | 10º                |         | Frente Nacional                      | 52,58 / 100,00  | Conquistado por FN a PS      |
| Pas-de-Calais               | 11º                |         | Frente Nacional                      | 58,60 / 100,00  | Conquistado por FN a PS      |
| Pas-de-Calais               | 12º                |         | Frente Nacional                      | 55,08 / 100,00  | Conquistado por FN a PS      |
| Puy-de-Dôme                 | 1º                 |         | Em Marcha!                           | 57,01 / 100,00  | Conquistado por EM a PS      |
| Puy-de-Dôme                 | 2º                 |         | Partido Socialista                   | 63,21 / 100,00  | Mantido por PS               |
| Puy-de-Dôme                 | 3º                 |         | Movimento Democrático                | 56,02 / 100,00  | Conquistado por MoDem a EELV |
| Puy-de-Dôme                 | 4º                 |         | Movimento Democrático                | 55,44 / 100,00  | Conquistado por MoDem a PS   |
| Puy-de-Dôme                 | 5º                 |         | Partido Comunista Francês            | 63,55 / 100,00  | Mantido por PCF              |
| Pirenéus Atlânticos         | 1º                 |         | Movimento Democrático                | 62,72 / 100,00  | Conquistado por MoDem a PS   |
| Pirenéus Atlânticos         | 2º                 |         | Movimento Democrático                | 60,93 / 100,00  | Conquistado por MoDem a PS   |
| Pirenéus Atlânticos         | 3º                 |         | Partido Socialista                   | 53,96 / 100,00  | Mantido por PS               |
| Pirenéus Atlânticos         | 4º                 |         | Direita diversa                      | 52,79 / 100,00  | Conquistado por DVD a MoDem  |
| Pirenéus Atlânticos         | 5º                 |         | Movimento Democrático                | 57,03 / 100,00  | Conquistado por MoDem a PS   |
| Pirenéus Atlânticos         | 6º                 |         | Movimento Democrático                | 62,51 / 100,00  | Conquistado por MoDem a PS   |
| Altos Pirenéus              | 1º                 |         | Em Marcha!                           | 58,85 / 100,00  | Conquistado por EM a PS      |
| Altos Pirenéus              | 2º                 |         | Partido Radical de Esquerda          | 51,09 / 100,00  | Mantido por PRG              |
| Pirenéus Orientais          | 1º                 |         | Em Marcha!                           | 57,22 / 100,00  | Conquistado por EM a PS      |
| Pirenéus Orientais          | 2º                 |         | Frente Nacional                      | 50,56 / 100,00  | Conquistado por FN a LR      |
| Pirenéus Orientais          | 3º                 |         | Em Marcha!                           | 59,31 / 100,00  | Conquistado por EM a PS      |
| Pirenéus Orientais          | 4º                 |         | Em Marcha!                           | 57,97 / 100,00  | Conquistado por EM a PS      |
| Baixo Reno                  | 1º                 |         | Em Marcha!                           | 59,95 / 100,00  | Conquistado por EM a PS      |
| Baixo Reno                  | 2º                 |         | Em Marcha!                           | 58,53 / 100,00  | Conquistado por EM a PS      |
| Baixo Reno                  | 3º                 |         | Em Marcha!                           | 59,77 / 100,00  | Conquistado por EM a LR      |
| Baixo Reno                  | 4º                 |         | Em Marcha!                           | 55,86 / 100,00  | Conquistado por EM a LR      |
| Baixo Reno                  | 5º                 |         | Os Republicanos                      | 54,14 / 100,00  | Mantido por LR               |
| Baixo Reno                  | 6º                 |         | Os Republicanos                      | 62,60 / 100,00  | Mantido por LR               |
| Baixo Reno                  | 7º                 |         | Os Republicanos                      | 62,61 / 100,00  | Mantido por LR               |
| Baixo Reno                  | 8º                 |         | Os Republicanos                      | 58,88 / 100,00  | Mantido por LR               |
| Baixo Reno                  | 9º                 |         | Em Marcha!                           | 51,03 / 100,00  | Conquistado por EM a DVD     |
| Alto Reno                   | 1º                 |         | Os Republicanos                      | 66,41 / 100,00  | Mantido por LR               |
| Alto Reno                   | 2º                 |         | Os Republicanos                      | 51,39 / 100,00  | Mantido por LR               |
| Alto Reno                   | 3º                 |         | Os Republicanos                      | 55,15 / 100,00  | Mantido por LR               |
| Alto Reno                   | 4º                 |         | Os Republicanos                      | 50,88 / 100,00  | Mantido por LR               |
| Alto Reno                   | 5º                 |         | Direita diversa                      | 57,69 / 100,00  | Conquistado por DVD a LR     |
| Alto Reno                   | 6º                 |         | Em Marcha!                           | 64,16 / 100,00  | Conquistado por EM a UDI     |
| Ródano                      | 1º                 |         | Em Marcha!                           | 64,36 / 100,00  | Conquistado por EM a PRG     |
| Ródano                      | 2º                 |         | Em Marcha!                           | 53,00 / 100,00  | Conquistado por EM a PS      |
| Ródano                      | 3º                 |         | Em Marcha!                           | 59,85 / 100,00  | Conquistado por EM a PS      |
| Ródano                      | 4º                 |         | Em Marcha!                           | 60,55 / 100,00  | Conquistado por EM a LR      |
| Ródano                      | 5º                 |         | Em Marcha!                           | 60,25 / 100,00  | Conquistado por EM a LR      |
| Ródano                      | 6º                 |         | Em Marcha!                           | 60,32 / 100,00  | Conquistado por EM a PS      |
| Ródano                      | 7º                 |         | Em Marcha!                           | 50,60 / 100,00  | Conquistado por EM a PS      |
| Ródano                      | 8º                 |         | Os Republicanos                      | 53,62 / 100,00  | Mantido por LR               |
| Ródano                      | 9º                 |         | Os Republicanos                      | 51,00 / 100,00  | Mantido por LR               |
| Ródano                      | 10º                |         | Em Marcha!                           | 63,83 / 100,00  | Conquistado por EM a LR      |
| Ródano                      | 11º                |         | Em Marcha!                           | 54,71 / 100,00  | Conquistado por EM a LR      |
| Ródano                      | 12º                |         | Movimento Democrático                | 56,25 / 100,00  | Conquistado por MoDem a LR   |
| Ródano                      | 13º                |         | Em Marcha!                           | 52,35 / 100,00  | Conquistado por EM a LR      |
| Ródano                      | 14º                |         | Em Marcha!                           | 65,60 / 100,00  | Conquistado por EM a PS      |
| Alto Sona                   | 1º                 |         | Em Marcha!                           | 59,13 / 100,00  | Conquistado por EM a LR      |
| Alto Sona                   | 2º                 |         | Em Marcha!                           | 58,00 / 100,00  | Conquistado por EM a PS      |
| Saône-et-Loire              | 1º                 |         | Em Marcha!                           | 57,29 / 100,00  | Conquistado por EM a DVG     |
| Saône-et-Loire              | 2º                 |         | Os Republicanos                      | 51,04 / 100,00  | Conquistado por LR a DVG     |
| Saône-et-Loire              | 3º                 |         | Em Marcha!                           | 55,44 / 100,00  | Conquistado por EM a PS      |
| Saône-et-Loire              | 4º                 |         | Partido Socialista                   | 54,67 / 100,00  | Mantido por PS               |
| Saône-et-Loire              | 5º                 |         | Em Marcha!                           | 55,09 / 100,00  | Conquistado por EM a PS      |
| Sarthe                      | 1º                 |         | Em Marcha!                           | 50,10 / 100,00  | Conquistado por EM a PS      |
| Sarthe                      | 2º                 |         | Partido Socialista                   | 61,88 / 100,00  | Mantido por PS               |
| Sarthe                      | 3º                 |         | Em Marcha!                           | 53,69 / 100,00  | Conquistado por EM a DVG     |
| Sarthe                      | 4º                 |         | Partido Socialista                   | 54,91 / 100,00  | Mantido por PS               |
| Sarthe                      | 5º                 |         | Os Republicanos                      | 52,73 / 100,00  | Mantido por LR               |
| Saboia                      | 1º                 |         | Em Marcha!                           | 50,76 / 100,00  | Conquistado por EM a LR      |
| Saboia                      | 2º                 |         | Os Republicanos                      | 57,17 / 100,00  | Mantido por LR               |
| Saboia                      | 3º                 |         | Os Republicanos                      | 53,77 / 100,00  | Conquistado por LR a PS      |
| Saboia                      | 4º                 |         | Movimento Democrático                | 55,71 / 100,00  | Conquistado por MoDem a PS   |
| Alta Saboia                 | 1º                 |         | Em Marcha!                           | 64,32 / 100,00  | Conquistado por EM a LR      |
| Alta Saboia                 | 2º                 |         | Em Marcha!                           | 53,60 / 100,00  | Conquistado por EM a LR      |
| Alta Saboia                 | 3º                 |         | Os Republicanos                      | 51,50 / 100,00  | Mantido por LR               |
| Alta Saboia                 | 4º                 |         | Os Republicanos                      | 54,63 / 100,00  | Mantido por LR               |
| Alta Saboia                 | 5º                 |         | Em Marcha!                           | 53,66 / 100,00  | Conquistado por EM a LR      |
| Alta Saboia                 | 6º                 |         | Em Marcha!                           | 56,51 / 100,00  | Conquistado por EM a LR      |
| Paris                       | 1º                 |         | Em Marcha!                           | 50,80 / 100,00  | Conquistado por EM a LR      |
| Paris                       | 2º                 |         | Em Marcha!                           | 54,53 / 100,00  | Conquistado por EM a LR      |
| Paris                       | 3º                 |         | Em Marcha!                           | 65,50 / 100,00  | Conquistado por EM a PS      |
| Paris                       | 4º                 |         | Os Republicanos                      | 51,51 / 100,00  | Mantido por LR               |
| Paris                       | 5º                 |         | Em Marcha!                           | 56,27 / 100,00  | Conquistado por EM a PS      |
| Paris                       | 6º                 |         | Em Marcha!                           | 50,99 / 100,00  | Conquistado por EM a EELV    |
| Paris                       | 7º                 |         | Em Marcha!                           | 55,90 / 100,00  | Conquistado por EM a PS      |
| Paris                       | 8º                 |         | Em Marcha!                           | 64,56 / 100,00  | Conquistado por EM a PS      |
| Paris                       | 9º                 |         | Em Marcha!                           | 55,26 / 100,00  | Conquistado por EM a PS      |
| Paris                       | 10º                |         | Em Marcha!                           | 60,11 / 100,00  | Conquistado por EM a DVG     |
| Paris                       | 11º                |         | Movimento Democrático                | 63,51 / 100,00  | Conquistado por MoDem a PS   |
| Paris                       | 12º                |         | Em Marcha!                           | 56,36 / 100,00  | Conquistado por EM a LR      |
| Paris                       | 13º                |         | Em Marcha!                           | 55,99 / 100,00  | Conquistado por EM a LR      |
| Paris                       | 14º                |         | Os Republicanos                      | 52,43 / 100,00  | Mantido por LR               |
| Paris                       | 15º                |         | Partido Socialista                   | 60,29 / 100,00  | Mantido por PS               |
| Paris                       | 16º                |         | Em Marcha!                           | 51,18 / 100,00  | Conquistado por EM a PS      |
| Paris                       | 17º                |         | França Insubmissa                    | 50,71 / 100,00  | Conquistado por FI a PS      |
| Paris                       | 18º                |         | Os Republicanos                      | 53,61 / 100,00  | Conquistado por LR a PS      |
| Sena Marítimo               | 1º                 |         | Em Marcha!                           | 54,68 / 100,00  | Conquistado por EM a PS      |
| Sena Marítimo               | 2º                 |         | Em Marcha!                           | 60,54 / 100,00  | Conquistado por EM a LR      |
| Sena Marítimo               | 3º                 |         | Partido Comunista Francês            | 61,07 / 100,00  | Conquistado por PCF a PS     |
| Sena Marítimo               | 4º                 |         | Em Marcha!                           | 60,73 / 100,00  | Conquistado por EM a PS      |
| Sena Marítimo               | 5º                 |         | Partido Socialista                   | 69,15 / 100,00  | Mantido por PS               |
| Sena Marítimo               | 6º                 |         | Partido Comunista Francês            | 52,27 / 100,00  | Conquistado por PCF a PS     |
| Sena Marítimo               | 7º                 |         | Os Republicanos                      | 61,92 / 100,00  | Mantido por LR               |
| Sena Marítimo               | 8º                 |         | Partido Comunista Francês            | 62,70 / 100,00  | Conquistado por PCF a PS     |
| Sena Marítimo               | 9º                 |         | Em Marcha!                           | 62,94 / 100,00  | Conquistado por EM a PS      |
| Sena Marítimo               | 10º                |         | Em Marcha!                           | 61,72 / 100,00  | Conquistado por EM a DVG     |
| Sena e Marne                | 1º                 |         | Movimento Democrático                | 56,01 / 100,00  | Conquistado por MoDem a LR   |
| Sena e Marne                | 2º                 |         | Os Republicanos                      | 54,09 / 100,00  | Mantido por LR               |
| Sena e Marne                | 3º                 |         | União dos Democratas e Independentes | 69,13 / 100,00  | Mantido por UDI              |
| Sena e Marne                | 4º                 |         | Os Republicanos                      | 61,77 / 100,00  | Mantido por LR               |
| Sena e Marne                | 5º                 |         | Os Republicanos                      | 68,89 / 100,00  | Mantido por LR               |
| Sena e Marne                | 6º                 |         | Os Republicanos                      | 55,11 / 100,00  | Mantido por LR               |
| Sena e Marne                | 7º                 |         | Em Marcha!                           | 61,48 / 100,00  | Conquistado por EM a LR      |
| Sena e Marne                | 8º                 |         | Em Marcha!                           | 67,19 / 100,00  | Conquistado por EM a PS      |
| Sena e Marne                | 9º                 |         | Em Marcha!                           | 54,27 / 100,00  | Conquistado por EM a LR      |
| Sena e Marne                | 10º                |         | Em Marcha!                           | 56,31 / 100,00  | Conquistado por EM a PS      |
| Sena e Marne                | 11º                |         | Partido Socialista                   | 61,09 / 100,00  | Mantido por PS               |
| Yvelines                    | 1º                 |         | Em Marcha!                           | 51,06 / 100,00  | Conquistado por EM a DVD     |
| Yvelines                    | 2º                 |         | Em Marcha!                           | 58,30 / 100,00  | Conquistado por EM a LR      |
| Yvelines                    | 3º                 |         | Em Marcha!                           | 58,93 / 100,00  | Conquistado por EM a LR      |
| Yvelines                    | 4º                 |         | Em Marcha!                           | 61,39 / 100,00  | Conquistado por EM a LR      |
| Yvelines                    | 5º                 |         | Em Marcha!                           | 58,99 / 100,00  | Conquistado por EM a LR      |
| Yvelines                    | 6º                 |         | Em Marcha!                           | 58,34 / 100,00  | Conquistado por EM a LR      |
| Yvelines                    | 7º                 |         | Movimento Democrático                | 55,57 / 100,00  | Conquistado por MoDem a UDI  |
| Yvelines                    | 8º                 |         | Os Republicanos                      | 52,86 / 100,00  | Conquistado por LR a PS      |
| Yvelines                    | 9º                 |         | Movimento Democrático                | 54,50 / 100,00  | Conquistado por MoDem a LR   |
| Yvelines                    | 10º                |         | Em Marcha!                           | 64,33 / 100,00  | Conquistado por EM a DVD     |
| Yvelines                    | 11º                |         | Em Marcha!                           | 52,96 / 100,00  | Conquistado por EM a PS      |
| Yvelines                    | 12º                |         | Em Marcha!                           | 56,63 / 100,00  | Conquistado por EM a LR      |
| Deux-Sèvres                 | 1º                 |         | Em Marcha!                           | 60,42 / 100,00  | Conquistado por EM a PS      |
| Deux-Sèvres                 | 2º                 |         | Partido Socialista                   | 56,94 / 100,00  | Mantido por PS               |
| Deux-Sèvres                 | 3º                 |         | Em Marcha!                           | 59,37 / 100,00  | Conquistado por EM a PS      |
| Somme                       | 1º                 |         | França Insubmissa                    | 55,97 / 100,00  | Conquistado por FI a PS      |
| Somme                       | 2º                 |         | Em Marcha!                           | 61,89 / 100,00  | Conquistado por EM a PS      |
| Somme                       | 3º                 |         | Os Republicanos                      | 60,14 / 100,00  | Conquistado por LR a PS      |
| Somme                       | 4º                 |         | Em Marcha!                           | 57,97 / 100,00  | Conquistado por EM a LR      |
| Somme                       | 5º                 |         | União dos Democratas e Independentes | 53,85 / 100,00  | Mantido por UDI              |
| Tarn                        | 1º                 |         | Direita diversa                      | 70,69 / 100,00  | Conquistado por DVD a UDI    |
| Tarn                        | 2º                 |         | Em Marcha!                           | 66,14 / 100,00  | Conquistado por EM a PS      |
| Tarn                        | 3º                 |         | Em Marcha!                           | 52,11 / 100,00  | Conquistado por EM a PS      |
| Tarn-et-Garonne             | 1º                 |         | Partido Socialista                   | 55,28 / 100,00  | Mantido por PS               |
| Tarn-et-Garonne             | 2º                 |         | Partido Radical de Esquerda          | 55,40 / 100,00  | Mantido por PRG              |
| Var                         | 1º                 |         | Os Republicanos                      | 55,18 / 100,00  | Mantido por LR               |
| Var                         | 2º                 |         | Em Marcha!                           | 57,27 / 100,00  | Conquistado por EM a LR      |
| Var                         | 3º                 |         | Os Republicanos                      | 51,38 / 100,00  | Mantido por LR               |
| Var                         | 4º                 |         | Em Marcha!                           | 54,65 / 100,00  | Conquistado por EM a LR      |
| Var                         | 5º                 |         | Movimento Democrático                | 53,24 / 100,00  | Conquistado por MoDem a LR   |
| Var                         | 6º                 |         | Em Marcha!                           | 55,89 / 100,00  | Conquistado por EM a LR      |
| Var                         | 7º                 |         | Em Marcha!                           | 56,97 / 100,00  | Conquistado por EM a LR      |
| Var                         | 8º                 |         | Em Marcha!                           | 57,71 / 100,00  | Conquistado por EM a LR      |
| Vaucluse                    | 1º                 |         | Em Marcha!                           | 58,09 / 100,00  | Conquistado por EM a PS      |
| Vaucluse                    | 2º                 |         | Os Republicanos                      | 53,39 / 100,00  | Mantido por LR               |
| Vaucluse                    | 3º                 |         | Em Marcha!                           | 50,67 / 100,00  | Conquistado por EM a FN      |
| Vaucluse                    | 4º                 |         | Extrema-direita                      | 50,37 / 100,00  | Mantido por EXD              |
| Vaucluse                    | 5º                 |         | Os Republicanos                      | 50,89 / 100,00  | Mantido por LR               |
| Vendeia                     | 1º                 |         | Movimento Democrático                | 54,69 / 100,00  | Conquistado por MoDem a LR   |
| Vendeia                     | 2º                 |         | Movimento Democrático                | 59,58 / 100,00  | Conquistado por MoDem a PS   |
| Vendeia                     | 3º                 |         | Em Marcha!                           | 60,16 / 100,00  | Conquistado por EM a LR      |
| Vendeia                     | 4º                 |         | Em Marcha!                           | 62,50 / 100,00  | Conquistado por EM a MPF     |
| Vendeia                     | 5º                 |         | Em Marcha!                           | 53,36 / 100,00  | Conquistado por EM a PS      |
| Vienne                      | 1º                 |         | Em Marcha!                           | 59,62 / 100,00  | Conquistado por EM a PS      |
| Vienne                      | 2º                 |         | Em Marcha!                           | 67,71 / 100,00  | Conquistado por EM a PS      |
| Vienne                      | 3º                 |         | Em Marcha!                           | 67,83 / 100,00  | Conquistado por EM a PS      |
| Vienne                      | 4º                 |         | Movimento Democrático                | 51,34 / 100,00  | Conquistado por MoDem a ECO  |
| Alto Vienne                 | 1º                 |         | Em Marcha!                           | 55,60 / 100,00  | Conquistado por EM a PS      |
| Alto Vienne                 | 2º                 |         | Em Marcha!                           | 54,59 / 100,00  | Conquistado por EM a PS      |
| Alto Vienne                 | 3º                 |         | Em Marcha!                           | 62,78 / 100,00  | Conquistado por EM a PS      |
| Vosges                      | 1º                 |         | Os Republicanos                      | 53,12 / 100,00  | Mantido por LR               |
| Vosges                      | 2º                 |         | Os Republicanos                      | 55,41 / 100,00  | Mantido por LR               |
| Vosges                      | 3º                 |         | Direita diversa                      | 60,71 / 100,00  | Conquistado por DVD a LR     |
| Vosges                      | 4º                 |         | Os Republicanos                      | 53,47 / 100,00  | Conquistado por LR a PS      |
| Yonne                       | 1º                 |         | Os Republicanos                      | 52,59 / 100,00  | Mantido por LR               |
| Yonne                       | 2º                 |         | União dos Democratas e Independentes | 54,09 / 100,00  | Conquistado por UDI a PS     |
| Yonne                       | 3º                 |         | Em Marcha!                           | 55,59 / 100,00  | Conquistado por EM a LR      |
| Território de Belfort       | 1º                 |         | Os Republicanos                      | 50,75 / 100,00  | Mantido por LR               |
| Território de Belfort       | 2º                 |         | União dos Democratas e Independentes | 53,84 / 100,00  | Mantido por UDI              |
| Essonne                     | 1º                 |         | Esquerda diversa                     | 50,30 / 100,00  | Conquistado por DVG a PS     |
| Essonne                     | 2º                 |         | Os Republicanos                      | 59,42 / 100,00  | Mantido por LR               |
| Essonne                     | 3º                 |         | Em Marcha!                           | 57,41 / 100,00  | Conquistado por EM a PS      |
| Essonne                     | 4º                 |         | Em Marcha!                           | 57,75 / 100,00  | Conquistado por EM a LR      |
| Essonne                     | 5º                 |         | Em Marcha!                           | 69,36 / 100,00  | Conquistado por EM a PS      |
| Essonne                     | 6º                 |         | Em Marcha!                           | 61,34 / 100,00  | Conquistado por EM a PS      |
| Essonne                     | 7º                 |         | Os Republicanos                      | 53,04 / 100,00  | Conquistado por LR a EELV    |
| Essonne                     | 8º                 |         | Levantar a França                    | 52,05 / 100,00  | Mantido por DLF              |
| Essonne                     | 9º                 |         | Em Marcha!                           | 57,96 / 100,00  | Conquistado por EM a PS      |
| Essonne                     | 10º                |         | Em Marcha!                           | 53,42 / 100,00  | Conquistado por EM a PS      |
| Altos do Sena               | 1º                 |         | Partido Comunista Francês            | 55,18 / 100,00  | Conquistado por PCF a PS     |
| Altos do Sena               | 2º                 |         | Em Marcha!                           | 63,43 / 100,00  | Conquistado por EM a PS      |
| Altos do Sena               | 3º                 |         | Em Marcha!                           | 58,66 / 100,00  | Conquistado por EM a LR      |
| Altos do Sena               | 4º                 |         | Em Marcha!                           | 67,27 / 100,00  | Conquistado por EM a FI      |
| Altos do Sena               | 5º                 |         | Em Marcha!                           | 62,51 / 100,00  | Conquistado por EM a LR      |
| Altos do Sena               | 6º                 |         | Os Republicanos                      | 53,81 / 100,00  | Conquistado por LR a DVD     |
| Altos do Sena               | 7º                 |         | Em Marcha!                           | 57,81 / 100,00  | Conquistado por EM a LR      |
| Altos do Sena               | 8º                 |         | Em Marcha!                           | 61,03 / 100,00  | Conquistado por EM a LR      |
| Altos do Sena               | 9º                 |         | Os Republicanos                      | 56,53 / 100,00  | Mantido por LR               |
| Altos do Sena               | 10º                |         | Em Marcha!                           | 60,94 / 100,00  | Conquistado por EM a UDI     |
| Altos do Sena               | 11º                |         | Em Marcha!                           | 52,33 / 100,00  | Conquistado por EM a PS      |
| Altos do Sena               | 12º                |         | Movimento Democrático                | 57,92 / 100,00  | Conquistado por MoDem a PS   |
| Altos do Sena               | 13º                |         | Em Marcha!                           | 61,36 / 100,00  | Conquistado por EM a LR      |
| Seine-Saint-Denis           | 1º                 |         | França Insubmissa                    | 51,72 / 100,00  | Conquistado por FI a PS      |
| Seine-Saint-Denis           | 2º                 |         | França Insubmissa                    | 57,89 / 100,00  | Conquistado por FI a PS      |
| Seine-Saint-Denis           | 3º                 |         | Em Marcha!                           | 57,09 / 100,00  | Conquistado por EM a PS      |
| Seine-Saint-Denis           | 4º                 |         | Partido Comunista Francês            | 59,63 / 100,00  | Mantido por PCF              |
| Seine-Saint-Denis           | 5º                 |         | União dos Democratas e Independentes | 66,10 / 100,00  | Mantido por UDI              |
| Seine-Saint-Denis           | 6º                 |         | França Insubmissa                    | 55,01 / 100,00  | Conquistado por FI a PS      |
| Seine-Saint-Denis           | 7º                 |         | França Insubmissa                    | 57,90 / 100,00  | Conquistado por FI a PS      |
| Seine-Saint-Denis           | 8º                 |         | Em Marcha!                           | 56,45 / 100,00  | Conquistado por EM a PS      |
| Seine-Saint-Denis           | 9º                 |         | França Insubmissa                    | 52,26 / 100,00  | Conquistado por FI a PS      |
| Seine-Saint-Denis           | 10º                |         | Os Republicanos                      | 52,92 / 100,00  | Conquistado por LR a PS      |
| Seine-Saint-Denis           | 11º                |         | França Insubmissa                    | 59,52 / 100,00  | Mantido por FI               |
| Seine-Saint-Denis           | 12º                |         | Em Marcha!                           | 53,01 / 100,00  | Conquistado por EM a PS      |
| Vale do Marne               | 1º                 |         | Em Marcha!                           | 52,47 / 100,00  | Conquistado por EM a LR      |
| Vale do Marne               | 2º                 |         | Em Marcha!                           | 52,58 / 100,00  | Conquistado por EM a PS      |
| Vale do Marne               | 3º                 |         | Em Marcha!                           | 51,64 / 100,00  | Conquistado por EM a PRG     |
| Vale do Marne               | 4º                 |         | Movimento Democrático                | 53,55 / 100,00  | Conquistado por MoDem a LR   |
| Vale do Marne               | 5º                 |         | Os Republicanos                      | 50,49 / 100,00  | Mantido por LR               |
| Vale do Marne               | 6º                 |         | Em Marcha!                           | 59,22 / 100,00  | Conquistado por EM a EELV    |
| Vale do Marne               | 7º                 |         | Em Marcha!                           | 52,70 / 100,00  | Conquistado por EM a PS      |
| Vale do Marne               | 8º                 |         | Os Republicanos                      | 57,99 / 100,00  | Mantido por LR               |
| Vale do Marne               | 9º                 |         | Partido Socialista                   | 58,74 / 100,00  | Mantido por PS               |
| Vale do Marne               | 10º                |         | França Insubmissa                    | 52,22 / 100,00  | Conquistado por FI a MRC     |
| Vale do Marne               | 11º                |         | Em Marcha!                           | 53,61 / 100,00  | Conquistado por EM a PS      |
| Val-d'Oise                  | 1º                 |         | Em Marcha!                           | 54,23 / 100,00  | Conquistado por EM a LR      |
| Val-d'Oise                  | 2º                 |         | Em Marcha!                           | 50,96 / 100,00  | Conquistado por EM a LR      |
| Val-d'Oise                  | 3º                 |         | Em Marcha!                           | 58,33 / 100,00  | Conquistado por EM a MDP     |
| Val-d'Oise                  | 4º                 |         | Em Marcha!                           | 59,37 / 100,00  | Conquistado por EM a PS      |
| Val-d'Oise                  | 5º                 |         | Em Marcha!                           | 59,72 / 100,00  | Conquistado por EM a PS      |
| Val-d'Oise                  | 6º                 |         | Movimento Democrático                | 57,11 / 100,00  | Conquistado por MoDem a LR   |
| Val-d'Oise                  | 7º                 |         | Em Marcha!                           | 53,88 / 100,00  | Conquistado por EM a LR      |
| Val-d'Oise                  | 8º                 |         | Partido Socialista                   | 65,80 / 100,00  | Mantido por PS               |
| Val-d'Oise                  | 9º                 |         | Em Marcha!                           | 51,67 / 100,00  | Conquistado por EM a PS      |
| Val-d'Oise                  | 10º                |         | Em Marcha!                           | 59,01 / 100,00  | Conquistado por EM a PS      |
|                             |                    |         |                                      |                 |                              |
| Guadalupe                   | 1º                 |         | Em Marcha!                           | 61,74 / 100,00  | Conquistado por EM a DVG     |
| Guadalupe                   | 2º                 |         | Esquerda diversa                     | 64,26 / 100,00  | Mantido por DVG              |
| Guadalupe                   | 3º                 |         | Esquerda diversa                     | 65,15 / 100,00  | Conquistado por DVG a PRG    |
| Guadalupe                   | 4º                 |         | Partido Socialista                   | 61,61 / 100,00  | Mantido por PS               |
| Martinica                   | 1º                 |         | Esquerda diversa                     | 54,89 / 100,00  | Conquistado por DVG a REG    |
| Martinica                   | 2º                 |         | Esquerda diversa                     | 55,78 / 100,00  | Mantido por DVG              |
| Martinica                   | 3º                 |         | Esquerda diversa                     | 73,94 / 100,00  | Mantido por DVG              |
| Martinica                   | 4º                 |         | Regionalistas                        | 68,02 / 100,00  | Mantido por REG              |
| Guiana Francesa             | 1º                 |         | Esquerda diversa                     | 51,33 / 100,00  | Mantido por DVG              |
| Guiana Francesa             | 2º                 |         | Em Marcha!                           | 50,21 / 100,00  | Conquistado por EM a PRG     |
| Reunião                     | 1º                 |         | Partido Socialista                   | 65,86 / 100,00  | Mantido por PS               |
| Reunião                     | 2º                 |         | Esquerda diversa                     | 73,59 / 100,00  | Mantido por DVG              |
| Reunião                     | 3º                 |         | Os Republicanos                      | 56,44 / 100,00  | Conquistado por LR a PS      |
| Reunião                     | 4º                 |         | Os Republicanos                      | 54,39 / 100,00  | Conquistado por LR a PS      |
| Reunião                     | 5º                 |         | Esquerda diversa                     | 52,88 / 100,00  | Conquistado por DVG a PS     |
| Reunião                     | 6º                 |         | Os Republicanos                      | 52,61 / 100,00  | Conquistado por LR a PS      |
| Reunião                     | 7º                 |         | Movimento Democrático                | 60,78 / 100,00  | Mantido por MoDem            |
| Saint-Pierre e Miquelon     | 1º                 |         | Partido Radical de Esquerda          | 51,87 / 100,00  | Mantido por PRG              |
| Mayotte                     | 1º                 |         | Partido Socialista                   | 50,17 / 100,00  | Conquistado por PS a DVG     |
| Mayotte                     | 2º                 |         | Os Republicanos                      | 64,61 / 100,00  | Conquistado por LR a PS      |
| São Martinho/São Bartolomeu | 1º                 |         | Os Republicanos                      | 54,73 / 100,00  | Mantido por LR               |
| Polinésia Francesa          | 1º                 |         | União dos Democratas e Independentes | 68,36 / 100,00  | Mantido por UDI              |
| Polinésia Francesa          | 2º                 |         | Direita diversa                      | 64,18 / 100,00  | Mantido por DVD              |
| Polinésia Francesa          | 3º                 |         | Regionalistas                        | 52,50 / 100,00  | Conquistado por REG a UDI    |
| Nova Caledónia              | 1º                 |         | Direita diversa                      | 59,15 / 100,00  | Mantido por DVD              |
| Nova Caledónia              | 2º                 |         | União dos Democratas e Independentes | 54,95 / 100,00  | Mantido por UDI              |
|                             |                    |         |                                      |                 |                              |
| Emigração                   | 1º                 |         | Em Marcha!                           | 79,73 / 100,00  | Conquistado por EM a LR      |
| Emigração                   | 2º                 |         | Em Marcha!                           | 60,92 / 100,00  | Conquistado por EM a EELV    |
| Emigração                   | 3º                 |         | Em Marcha!                           | 70,11 / 100,00  | Conquistado por EM a PS      |
| Emigração                   | 4º                 |         | Em Marcha!                           | 73,73 / 100,00  | Conquistado por EM a PS      |
| Emigração                   | 5º                 |         | Em Marcha!                           | 66,21 / 100,00  | Conquistado por EM a PS      |
| Emigração                   | 6º                 |         | Em Marcha!                           | 74,94 / 100,00  | Conquistado por EM a LR      |
| Emigração                   | 7º                 |         | Movimento Democrático                | 62,94 / 100,00  | Conquistado por MoDem a PS   |
| Emigração                   | 8º                 |         | União dos Democratas e Independentes | 57,86 / 100,00  | Mantido por UDI              |
| Emigração                   | 9º                 |         | Diverso                              | 59,66 / 100,00  | Conquistado por DIV a DVG    |
| Emigração                   | 10º                |         | Em Marcha!                           | 71,25 / 100,00  | Conquistado por EM a LR      |
| Emigração                   | 11º                |         | Em Marcha!                           | 71,72 / 100,00  | Conquistado por EM a LR      |